# Valentin Lefèbvre

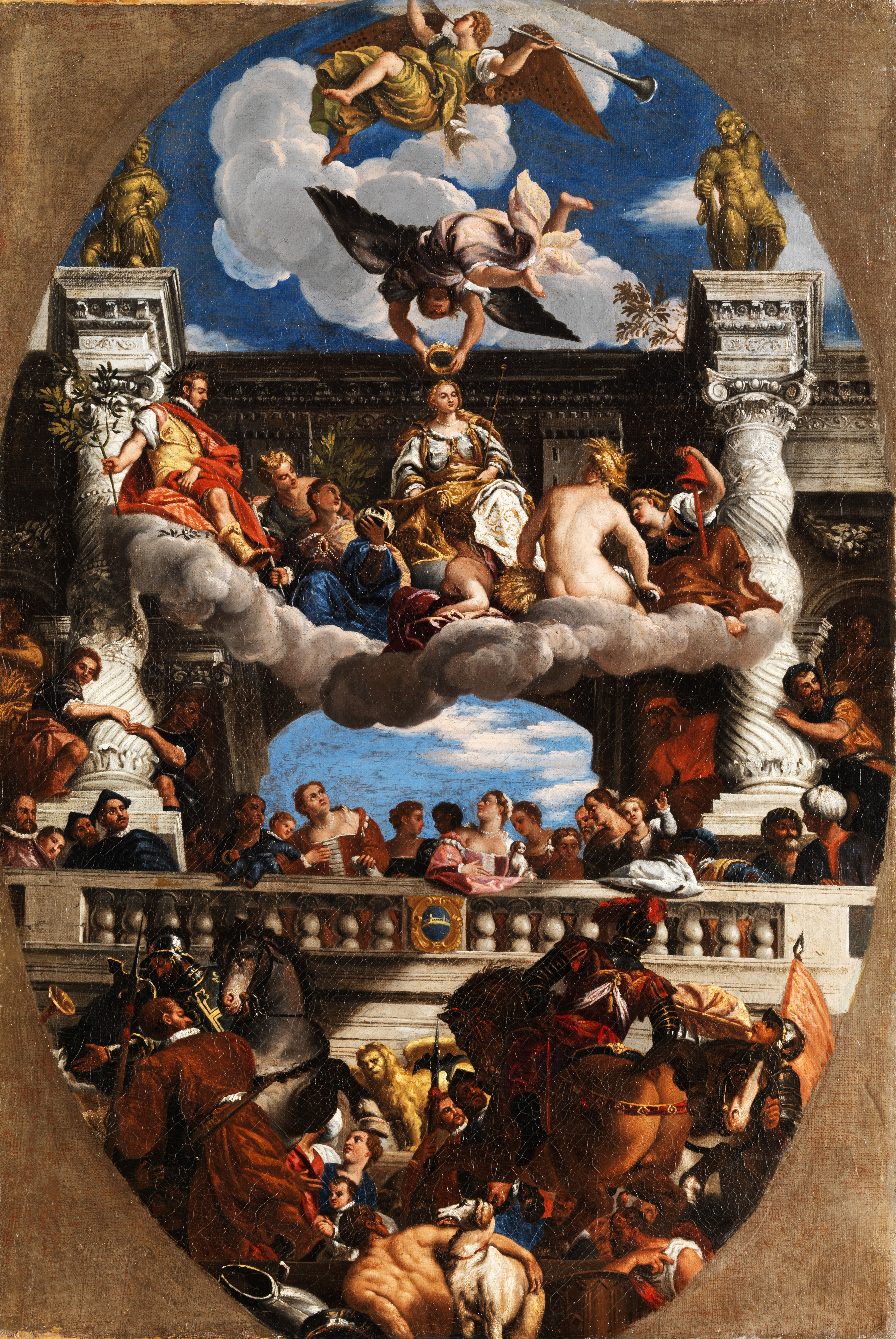
De apotheose van Venetië: De Venetiaanse Stedenmaagd wordt gekroond in de hemel (Valentin Lefebvre)

Valentin Lefèbvre (Brussel, ca. 1637 – Venetië, 2 september 1677) was een Zuid-Nederlandse schilder, tekenaar en graveur. Hij staat vooral bekend als reproductiegraveur van werken van Venetiaanse meesters zoals Paolo Veronese en Titiaan.
Over zijn opleiding is weinig bekend. In de jaren 1660 vestigde hij zich in Italië, waar hij vanaf 1664 voornamelijk in Venetië werkte. Hij vervaardigde historiestukken, allegorieën en portretten, zowel in olieverf als in prentvorm.
Een belangrijk project is de reeks Opera Selectiora, een verzameling etsen naar schilderijen van Titiaan en Veronese. Deze bleef onvoltooid door zijn vroege dood, maar werd in 1682 postuum gepubliceerd door Jacques van Campen.
In 1671 werkte de kunstenaar Willem van Ingen in zijn atelier. Lefèbvre was een leraar van Carlo Scotti.
Valentin Lefèbvre kreeg koorts en overleed op ongeveer veertigjarige leeftijd
- Auckland Art Gallery Toi o Tāmaki: 7754
- Art Gallery of South Australia: 12610
- Biblioteca Nacional de España: XX1615403
- Bibliothèque nationale de France: cb14444807t (data)
- Biografisch Portaal: 80625199
- Gemeinsame Normdatei: 123657105
- International Standard Name Identifier: 0000 0000 8162 8430
- KulturNav: ca47a8c8-0ced-481d-92ec-54f0cb0edae4
- Library of Congress Control Number: nr2002010027
- National Gallery of Victoria: 4638
- Nationale Bibliotheek van Tsjechië: xx0218216
- RKD-Nederlands Instituut voor Kunstgeschiedenis: 49033
- Istituto Centrale per il Catalogo Unico: BVEV060427
- Système universitaire de documentation: 060370505
- Union List of Artist Names: 500001424
- Virtual International Authority File: 89284302